# Клейн Олександр Іонович
Клейн Олександр (Одеса — 17 червня 1879, Нью-Йорк) — 15 листопада 1961 — український архітектор.

## Біографія
Народився в Одесі, навчався в Петербурзькому інженерному інституті . У 1920 році він переїхав до Берліна, де, зіткнувшись з авангардним середовищем раннього раціоналізму, звернувся до типологічно-розподільного житлового дослідження та займається недорогим житловим будівництвом.
З приходом нацизму Кляйн переїхав до Франції, а пізніше до Палестини та Сполучених Штатів Америки.